# بيلي راسيل
بيلي راسيل (بالإنجليزية: Billy Russell)‏ (7 يوليو 1935 في المملكة المتحدة - ) هو لاعب كرة قدم بريطاني في مركز الهجوم. لعب مع بولتون واندررز وشيفيلد يونايتد ونادي روتشديل ونادي ريل ونادي سكاربورو ومنتخب إنجلترا الوطني لكرة القدم للهواة ‏ ونادي تشورلي.

## وصلات خارجية
- بيلي راسيل على موقع قاعدة بيانات كرة القدم.إي يو (الإنجليزية)